# Авиационный завод

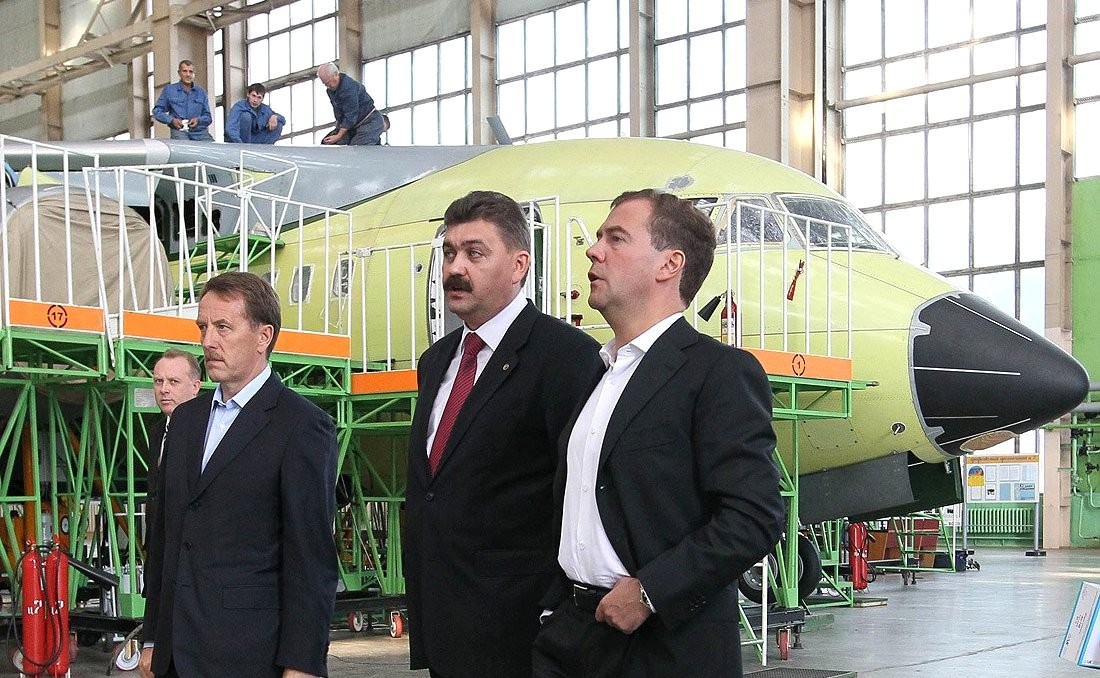
Воронежский авиационный завод. Слева направо: губернатор Воронежской области А. Гордеев, генеральный директор предприятия В. Зубарев, президент РФ Дмитрий Медведев, 2010 год.

Авиацио́нный завод (авиазавод) — предприятие авиационной промышленности.
По роду деятельности делятся на:
- авиастроительный завод (разработка, производство и испытания воздушных судов);
- моторостроительный завод (разработка, производство и испытания двигателей для воздушных судов);
- авиаремонтный завод (ремонт воздушных судов).